# ماريانا فاردينويانيس
ماريانا فاردينويانيس (مواليد 1937)، هي دبلوماسية يونانية، شغلت منصب سفيرة اليونسكو للنوايا الحسنة، ونشطت في مجال حقوق الأطفال والأسرة، ومكافحة الاعتداء الجنسي على الأطفال من خلال مؤسستها. كما كانت رئيسة جمعية «ألفيدة» لأصدقاء الأطفال المصابين بالسرطان.
ولدت ماريانا فاردينوجيانيس في اليونان عام 1943، ونشأت في العاصمة أثينا. درست الاقتصاد في جامعة دنفر الأمريكية، تزوجت من رجل الأعمال الشهير الملياردير فارديس فاردينوجيانيس وأنجبا خمسة أولاد.

## الجوائز
- حصلت عام 2020 على جائزة نيلسون مانديلا.[3]